# Монстър Хай: Филмът
„Монстър Хай: Филмът“ (на английски: Monster High: The Movie) e американски мюзикъл фентъзи филм от 2022 г., продуциран от телевизионното разпределение на Mattel и Brightlight Pictures. Режисьор е Тод Холанд, сценарият е на Джени Джафе, Грег Ърб и Джейсън Оремланд, и участват Мия Харис, Сеси Балагот и Ная Дамасен. Филмът е излъчен в стрийминг платформата Paramount+ и телевизионния канал Nickelodeon на 6 октомври 2022 г.
Базиран на поредицата модни кукли „Монстър Хай“ от Мател, той е един от двата проекта, които са обявени на 23 февруари 2021 г., заедно с анимационния сериал като част от втория рестарт на поредицата.

## В България
В България филмът е излъчен по Nickelodeon на 12 март 2023 г.

### Нахсинхронен дублаж
| Роля             | Изпълнител        |
| ---------------- | ----------------- |
| Г-н Комос        | Ангел Проданов    |
| Дюс              | Веселин Симеонов  |
| Дракула          | Георги Спасов     |
| Клодийн          | Далия Георгиева   |
| Дракулора        | Йоана Генчева     |
| Гулия            | Катрин Гачева     |
| Клео             | Кристина Топалова |
| Аби              | Мина Зехирова     |
| Директор Блъдгуд | Михаела Тюлева    |
| Франки           | Ния Кръстева      |
| Лагуна           | Христа Петкова    |
| Вещица           | Василка Сугарева  |

| Обработка           | студио „Про Филмс“ |
| ------------------- | ------------------ |
| Режисьор на дублажа | Ангелина Русева    |